# GFK

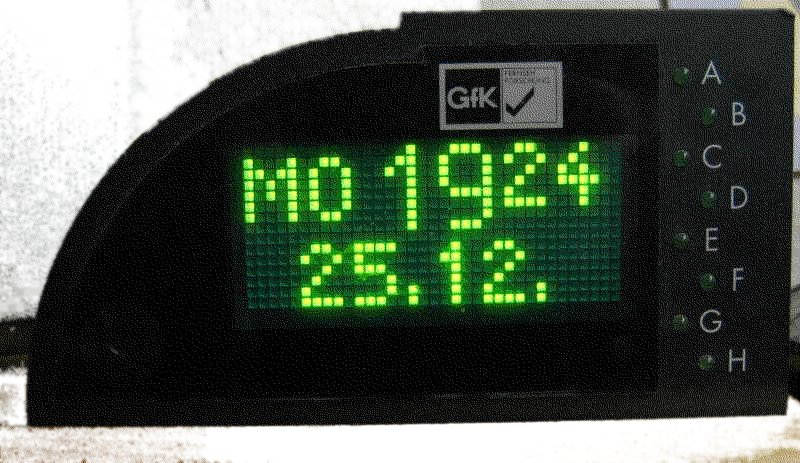
Gfk-mätare för tittarsiffror.

Gesellschaft für Konsumforschung (GFK; stiliserat som GfK), är Tysklands största marknadsundersökningsinstitut, lokaliserat i Nürnberg. Det är den fjärde största marknadsorganisationen i världen, efter VNU, Taylor Nelson Sofres och IMS Health.

## Historia

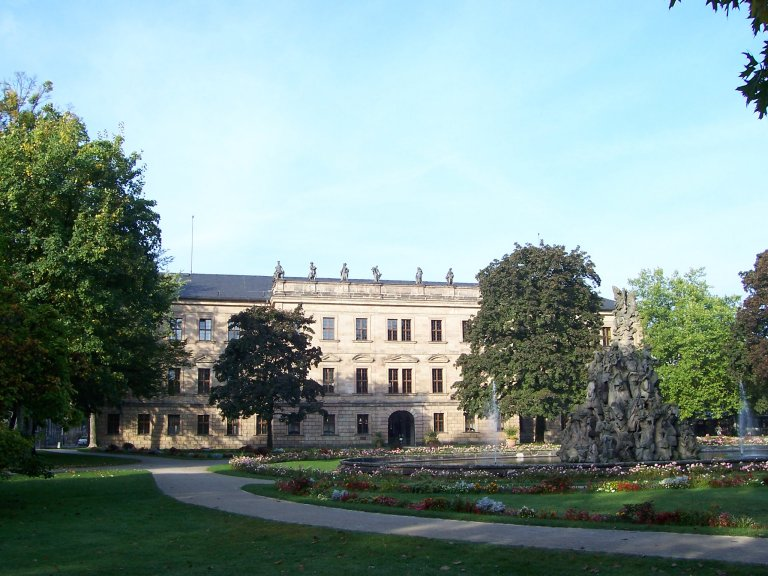
Erlangen Schloss, där GFK AG bildades.

Institutet bildades 1934 av ett par universitetslärare, bland annat Ludwig Erhard, som senare blev finansminister och kansler i Tyskland. Institutet hanterar alla metoder och alla inriktningar av marknadsundersökningar.
I april 2005 förvärvades det amerikanska institutet NOP World, huvudsakligen lokaliserat i England, USA och Italien.

## Företagsekonomi
Moderbolaget GFK SE har sitt säte i Nürnberg. Koncernens omsättning 2009 var ca. 1,2 m euro (motsv ca 12 miljarder sek), med mer än 10.000 anställda i mer än 100 länder på fem kontinenter.

## Verksamhet i Sverige
GFK Sverige blev helägt GFK-bolag 1978 och har sitt huvudkontor i Lund. I centrala Stockholm återfinns ytterligare ett konsult-/kundservicekontor. Företaget grundades ursprungligen 1967 och har idag mer än 200 anställda. I Sverige bedrivs verksamheten inom fyra affärsområden/divisioner; Custom Research (ad hoc/skräddarsydda lösningar), Consumer Tracking (hushålls- och individpaneler som följer inköp av dagligvaror, make-up, kläder, möbler, köpfilm, leksaker mm), Retail and Technology (butikspaneler inom kapitalvaru/specialhandeln) och HealthCare (medicin och läkemedel). 
2009 omsatte GFK Sverige 251 miljoner kronor, vilket placerar det på andra plats i Sverige.